# FC Uitgeest
FC Uitgeest is een voetbalvereniging gevestigd in Uitgeest op sportpark De Koog. De club ontstond op 1 juli 1996 toen de naast elkaar gelegen voetbalverenigingen U.S.V.U. en v.v. Uitgeest fuseerden. Momenteel telt de vereniging meer dan 1.000 leden en waren er in het seizoen 2008-2009 niet alleen veel heren/dames, meisjes/junioren, pupillen maar ook twee G-teams actief. Het tenue van de FC Uitgeest bestaat uit een geel shirt, groene broek en groene kousen.

## De accommodatie
Met achttien kleedkamers, vijf velden (twee kunstgras en drie natuurgras) één trainingsveld, een overdekte trainingshal (het halletje) beschikt de vereniging over een modern complex. Het huidige Sportpark huisvest nog meer verenigingen zoals korfbalvereniging K.V. Stormvogels, hockeyvereniging M.H.C.U. en tennisvereniging De Dog. Door de continue aanwas van nieuwe leden, de verdere groei die dit met zich meebrengt en de wensen van andere op het Sportpark De Koog gevestigde verenigingen is in de zomer van 2011 het sportpark grondig op de schop gegaan. Met als resultaat dat de velden nu parallel aan de Provinciale weg 203 liggen. Dit zijn twee kunstgrasvelden en drie natuurgrasvelden en één trainingsveld.

## Historie voor de fusie

### v.v. Uitgeest
Voetbalvereniging Uitgeest was de oudste van de twee verenigingen en was opgericht op 31 maart 1919. V.v. Uitgeest speelde haar wedstrijden in het oprichtingsjaar op het terrein De Zeven Morgen aan de Weeg. In het jaar 1927 verhuisde de vereniging naar een terrein aan Assum. In 1974 verhuisde de vereniging uiteindelijk naar sportpark de Koog.
Het eerste elftal van de vereniging heeft door de jaren op verschillende niveaus gevoetbald. De laatste jaren voor de fusie kwam de club uit in de vierde klasse. Het tenue van de v.v. Uitgeest bestond uit een rood shirt, zwarte broek en zwart/rode kousen.

### U.S.V.U.
U.S.V.U. (Uitgeester Sport Vereniging Uitgeest) werd opgericht als de katholieke U.S.V. op 12 augustus 1931. Toen bleek dat er in Gouda al een vereniging bestond met dezelfde naam (met oudere naamsrechten) werd er een extra 'U' toegevoegd.
Gevoetbald werd bij de oprichting op een terrein nabij de huidige sporthal De Zien. Later verhuisde de vereniging naar de Limmerweg. In 1949 verhuisde de vereniging naar de velden aan de Waldijk. Ook U.S.V.U. verhuisde in 1974 naar het sportpark de Koog.
U.S.V.U. kwam uit op verschillende niveaus. In 1966 was promotie naar de derde klasse een feit, maar vanaf 1968 kwam een einde aan het derdeklasseschap, waarna de club onafgebroken uitkwam in de vierde klasse.
Het tenue van de U.S.V.U. bestond uit een oranje shirt, zwarte broek en zwart/oranje kousen.
Onder andere vanuit financieel oogpunt werd het noodzakelijk geacht dat de twee verenigingen zouden fuseren. Na een periode van één jaar werd de fusie aangenomen door de Algemene Ledenvergadering die formeel instemde met het opheffen van beide verenigingen. Vervolgens werd de nieuwe vereniging Fusie Club Uitgeest opgericht waarmee de fusie een feit werd.

## Historie na de fusie

### FC Uitgeest
Vanaf 1996 zijn USVU en Uitgeest dus doorgegaan als een club FC Uitgeest. Na de eerste jaren in de vierde klasse te hebben gespeeld kwam hier in het seizoen 2000/2001 een einde aan. FC Uitgeest promoveerde naar de derde klasse. Daar eindigde de club in het eerste seizoen als tweede, maar na vervolgens enkele seizoenen in de middenmoot volgde in 2006/2007 degradatie naar de vierde klasse. In het seizoen 2008/2009 was de promotie naar de derde klasse dichtbij, maar werd er in laatste wedstrijd van de nacompetitie met 3-1 verloren van Zilvermeeuwen.Promotie volgde wel in 2010, onder leiding van oud-speler Jurg Bosman. Uitgeest werd weliswaar tweede achter Meervogels (het verloor de beslissingswedstrijd op het veld van Limmen), maar vanwege versterkte promotie mocht het wel weer de stap omhoog maken.
In het seizoen 2010/2011 kwam FC Uitgeest dus uit in de derde klasse. In een poule met de rivalen Meervogels'31 en Limmen wist FC Uitgeest op een wedstrijd voor het einde het kampioenschap van de 2e klasse te af te dwingen. Met twee promoties op rij ging FC Uitgeest in het seizoen 2011/2012 dus van start in de 2e klasse. De doelstelling van dit jaar was om in het "linkerrijtje" te eindigen, maar al spoedig bleek dat een hogere notering in de eindstand ook zeker mogelijk was. Na wisselvallige resultaten van zowel FC Uitgeest als de andere clubs in de 2e klasse kon FC Uitgeest op de laatste speeldag zich kronen tot kampioen van de 2e klasse. Dit kon alleen gebeuren wanneer de concurrenten punten lieten liggen. Helaas was dit niet het geval en moest er een beslissingswedstrijd komen tegen SEW uit [Nibbixwoud]. Deze beslissingswedstrijd werd met 2-1 gewonnen waardoor het kampioenschap in de 2e klasse en de derde promotie oprij een feit was. Het eerste seizoen in eerste klasse werd beëindigd op een verdienstelijk achtste plaats. Ruim voldoende voor handhaving. Onder leiding van Ron Bouman, die de naar Hercules Zaandam vertrekkende Jurg Bosman zal opvolgen, zal de fusieclub derhalve ook 2013/14 in de eerste klasse spelen.

## Resultaten amateurvoetbal 1997–2019
| 6 4B |

| 6 4A |

| 2 4A |

| 2 4A |

| 1 4A |

| 2 3A |

| 9 3A |

| 8 3A |

| 7 3A |

| 6 3A |

| 10 3A |

| 3 4C |

| 2 4A |

| 1 4C |

| 1 3B |

| 1 2A |

| 8 1A |

| 13 1A |

| 9 2A |

| 3 2A |

| 1 2A |

| 6 1A |

| 4 1A |

| - |

| Eerste klasse | Tweede klasse |
| Derde klasse  | Vierde klasse |

2010: de beslissingswedstrijd om het klassekampioenschap in 4C werd met 1-3 verloren van Meervogels '31.

## Resultaten VV Uitgeest 1928–1996
| 6 4A |

| 9 4A |

| 5 4A |

| 6 4A |

| 4 4A |

| 8 4A |

| 3 4A |

| 2 4B |

| 8 4B |

| 4 4B |

| 5 4B |

| 6 4B |

| 8 G |

| 4 4G |

| 7 4D |

| 8 4C |

| 2 4C |

|  |

| 6 4C |

| 8 4C |

| 11 4D |

|  |

|  |

|  |

| 4 2A |

|  |

|  |

|  |

|  |

|  |

|  |

|  |

|  |

| 9 2B |

|  |

|  |

|  |

|  |

|  |

|  |

|  |

|  |

| 11 4B |

| 5 4B |

| 2 4B |

| 8 4B |

| Vierde klasse | Tweede klasse NHVB | Noodcompetitie |

## Resultaten USVU 1943–1996
| 3 4C |

| 7 4C |

|  |

| 8 4C |

| 10 4C |

| 6 4C |

| 11 4D |

|  |

|  |

|  |

| 7 4A |

| 5 4B |

| 3 4B |

| 9 4C |

| 11 4B |

|  |

| 7 4B |

| 8 4A |

| 4 4B |

| 8 4B |

| 9 4B |

| 4 4B |

| 3 4B |

| 1 4B |

| 6 3A |

| 5 3C |

| 12 3A |

| 4 4B |

| 4 4D |

| 4 4D |

| 9 4D |

| 10 4A |

| 6 4A |

| 9 4A |

| 6 4A |

| 8 4A |

| 7 4A |

| 6 4A |

| 9 4A |

| 3 4A |

| 8 4A |

| 11 4B |

| 4 4B |

| 8 4B |

| 6 4B |

| 10 4B |

| 5 4B |

| 11 4B |

| 5 4B |

| 9 4B |

| 2 4B |

| 7 4B |

| 5 4B |

| 10 4B |

| Derde klasse | Vierde klasse |

In elke staaf van de grafiek staat van boven naar beneden vermeld: 
- Eindnotering

Dit is de positie die de club heeft bereikt in de competitie, zonder eventuele beslissings-, play-off- of nacompetitiewedstrijden die nodig zijn geweest om bijvoorbeeld de kampioen van de competitie te bepalen.
Indien een * achter het getal staat is de notering een tussenstand en kan het zijn dat de notering niet overeenkomt met de uiteindelijke eindstand van de competitie.
Staat er een - dan is het seizoen nog bezig en is er geen definitieve uitslag bekend.
Staat er xx op de positie van de notering, dan heeft de club vroegtijdig de competitie verlaten. Dit kan onder andere komen door terugtrekking van het team, faillissement van de club of door een uitgedeelde straf van de KNVB. In veel gevallen staat elders in het artikel de reden vermeld.
Staat er een ? dan is het resultaat uit het verleden onbekend, en is alleen de competitie of het niveau bekend van dat seizoen.
In de seizoenen 2019/20 en 2020/21 werd wegens de coronacrisis het amateurvoetbal afgebroken. Daardoor kennen deze staven geen eindklassering (middels -- weergegeven).
- Competitieniveau en afdelingsletter of Officiële eindstand Eredivisie
  - Competitieniveau en afdelingsletter

Hierbij geeft het getal het niveau weer, dat ook terug te vinden is in de legenda. De letter is de afdelingsaanduiding en wordt gebruikt wanneer er meer afdelingen zijn op hetzelfde niveau. De afdelingsletter is altijd een hoofdletter en wordt meestal zonder nummer gebruikt.
Voorbeeld: 2F is niveau 2e klasse competitie F.
Het competitieniveau en nummer wordt niet vermeld wanneer er slechts één competitie van dit niveau was.
  - Officiële eindstand Eredivisie (getal staat tussen haakjes vermeld)

Sinds de introductie van play-offwedstrijden voor Europees voetbal na afloop van de reguliere competitie in 2005/06, is de KNVB verplicht een eindstand van de Eredivisie door te geven aan de UEFA aan de hand van deze play-offwedstrijden.
Bij deze eindstand staan clubs die zich hebben gekwalificeerd voor Europees voetbal hoger dan clubs die zich niet wisten te kwalificeren. Indien er geen verschil was tussen de eindnotering en de officiële eindstand, staat dit getal niet vermeld.

- Onderafdeling

Hier staat afgekort de naam van de onderafdeling indien de club in dat jaar in een onderafdeling uitkwam. Tevens staat deze afkorting in de legenda en wordt gelinkt naar het artikel over deze onderafdeling. Deze afkorting wordt alleen vermeld wanneer de club in het verleden in verschillende onderafdelingen heeft gespeeld. Deze vermelding is in de staaf altijd in kleine letters. Deze onderafdelingen zijn na het seizoen 1995/96 afgeschaft. Heeft de club in slechts één onderafdeling gespeeld, dan is dit alleen terug te vinden in de legenda.
Onder de staaf staat het jaartal vermeld waarin het seizoen is afgesloten. 15 verwijst naar het seizoen 2014/15 of eventueel het seizoen 1914/15.
Wanneer een staaf leeg is, zijn deze gegevens niet bekend. Het kan ook zijn dat de club dat seizoen niet heeft meegespeeld op het hogere amateurniveau, vroegtijdig de competitie heeft verlaten of uit de competitie is gezet.

In het seizoen 1944/45 was er wegens de Tweede Wereldoorlog geen regulier competitievoetbal.

## ICGT
Jaarlijks wordt tijdens Pinksteren op de velden van FC Uitgeest het Internationale Cor Groenewegen Toernooi georganiseerd. Deelname bestaat jaarlijks uit gerenommeerde profclubs uit de gehele wereld, landenteams en het Jong Senioren Team van FC Uitgeest. Naast het voetbalspektakel dat dit teweegbrengt, vindt dat weekend ook het Arie Bonkenburg Toernooi voor amateurs plaats met jaarlijks deelname van vele seniorenteams. Door ook een feesttent op te zetten waar jong en oud met de voetjes van de vloer kunnen gaan is het pinksterweekend in Uitgeest altijd een groot feest.

## Bekende voetballers
Een aantal voetballers die in het betaald voetbal zijn terechtgekomen, komen bij FC Uitgeest vandaan. Hieronder zijn spelers als Gerard Vredenburg, Theo Vonk, Niels Kokmeijer, Michel Vonk, Thijs Sluijter, Ferdy Druijf, Fedde de Jong en Femke Liefting. 

## Samenwerking AZ
De groei van de vereniging en het potentieel aan talent dat dit met zich meebrengt is ook AZ niet ontgaan. Onlangs tekenden beide een samenwerkingsverband waardoor er binnen FC Uitgeest meer kennis en expertise kan worden verkregen voor de jeugdopleiding.